# Groupe Canal+
Groupe Canal+ — французский медиахолдинг, оператор спутникового телевидения и потокового вещания. Является владельцем группы телеканалов Canal+, кинокомпании StudioCanal и сети кинотеатров CanalOlympia. Штаб-квартира компании расположена в пригороде Парижа Исси-ле-Мулино (Франция).

## История
Компанию основал в 1984 году Андре Руссле (André Rousselet, 1922—2016), президент рекламного агентства Havas. Благодаря дружбе с Франсуа Миттераном ему удалось получить практически монопольное право на развитие платного телевидения во Франции. Для привлечения аудитории компания начала приобретать права на показ голливудских блокбастеров, на это тратилось до 100 млн долларов в год.
В октябре 1984 года была создана киностудия StudioCanal (первоначально — Canal+ Productions). В ноябре 1984 года был запущен первый в Европе зашифрованный телеканал, Canal+. К ноябрю 1986 года число абонентов достигло 1 млн, что позволило компании стать рентабельной. В 1987 году компания вышла на Парижскую фондовую биржу. В 1989 году были запущены каналы в Бельгии, Испании и Германии; в то же время во Франции запускались новые тематические каналы. В 1990 году компания Canal+ начала деятельность в Африке.
В 1991 году долю в компании приобрела группа Générale des Eaux; в 1999 году она сменила название на Vivendi и в 2001 году завершила поглощение Canal+. В том же 1991 году Canal+ купила долю в американской кинокомпании Carolco Pictures. В ноябре 1992 года компания начала трансляцию телеканалов через спутник. В феврале 1994 года Руссле ушёл из компании, её единолично возглавил Пьер Лескюр (он был генеральным директором с момента основания). В декабре 1994 года Canal+ начала работу в Польше. В 1996 году компания перешла на цифровое спутниковое вещание. Также в 1996 году были куплены кинотеки обанкротившейся Carolco и французского оператора кинотеатров UGC. В 1997 году был поглощён нидерландский оператор платного телевидения NetHold.
В ноябре 1999 года был запущен круглосуточный бесплатный новостной телеканал I-Tele (позже ставший CNews). Выручка компании за 1999 год составила 3,3 млрд евро, год был завершён с убытком 136 млн евро, в основном из-за безуспешных попыток выйти на рынок Италии. В 2001 году Vivendi, параллельно с поглощением Canal+, приобрела канадскую компанию Seagram, владевшей киностудией Universal Studios и звукозисывающей компанией Universal Music Group, следствием чего стали совместные проекты Universal и StudioCanal. В сентябре 2001 года Vivendi купила парижский концертный зал «Олимпия». В 2002 году Пьер Лескюр был уволен из-за разногласий с руководством Vivendi.
Интернет-платформа Dailymotion была создана в 2005 году, в 2015 году куплена Vivendi, а в 2024 году переведена в подчинение Canal+. Также в 2005 году был запущен бесплатный канал Direct 8. В мае 2007 года была куплена французская компания TPS, оператор спутникового телевидения; это увеличило число абонентов до 10 млн. В июне 2009 года во Вьетнаме было создано совместное предприятие VSTV (в партнёрстве с VTV). В декабре 2013 года компания начала транслировать телепрограммы через интернет по технологии OTT; первоначально платформа называлась myCANAL. В феврале 2014 года была куплена компания Mediaserv, телекоммуникационный оператор во французских заморских территориях. В октябре 2014 года была приобретена компания Thema, производитель и дистрибьютор фильмов и телепрограмм в Африке. В 2015 году началось развитие сети кинотеатров CanalOlympia в странах Африки. В 2017 году компания вышла на рынок Мьянмы.
В 2019 году была приобретена компания M7 Group, она базировалась в Люксембурге и предоставляла услуги спутникового телевидения в странах Бенилюкса и Восточной Европы; общее число абонентов превысило 20 млн. В 2020 году была куплена доля в южноафриканском операторе спутникового телевидения MultiChoice, в феврале 2024 года Canal+ объявила о намерении поглотить его полностью. В марте 2022 года была куплена нидерландская медиакомпания SPI International. В июне 2023 года была куплена доля в гонконгской компании Viu, операторе телевидения по технологии OTT в ряде стран Азии. В июле 2023 года была куплена доля в шведской компании Viaplay, операторе платного телевидения и потокового вещания в Скандинавии.
В декабре 2024 года акции Canal+ были размещены на Лондонской фондовой бирже. Первоначально акции были распределены между акционерами Vivendi, в результате крупнейшим акционером Canal+ стала группа Bolloré (31 % акций).

## Собственники и руководство
- Янник Боллоре (Yannick Bolloré, род. 1 февраля 1980 года) — председатель наблюдательного совета.
- Максим Саада (Maxime Saada, род. в июне 1970 года) — председатель правления с 2018 года и генеральный директор с 2015 года; в компании с 2004 года. До этого 5 лет был партнёром в McKinsey & Company.

## Деятельность

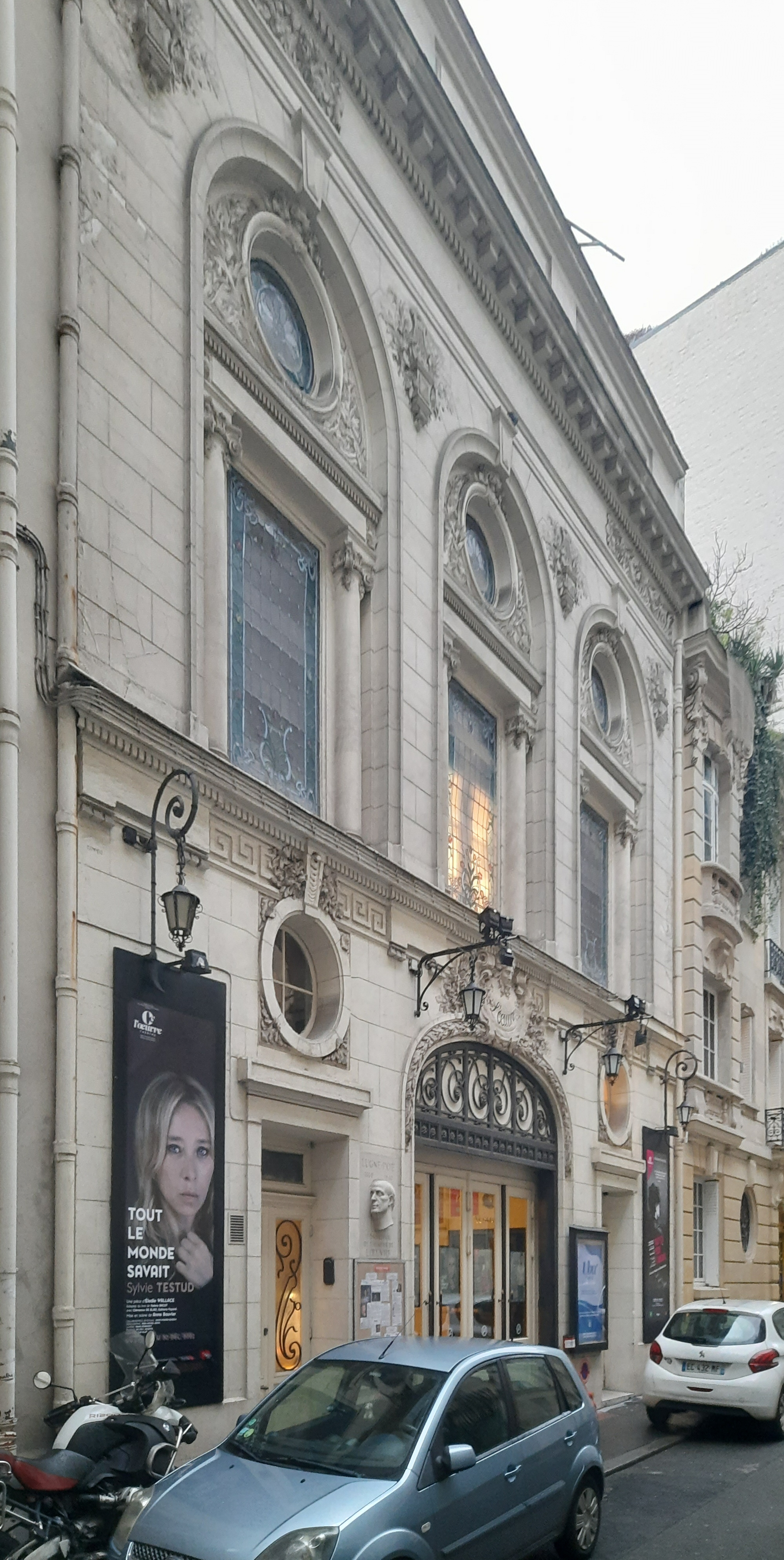
«Рабочий театр» в Париже

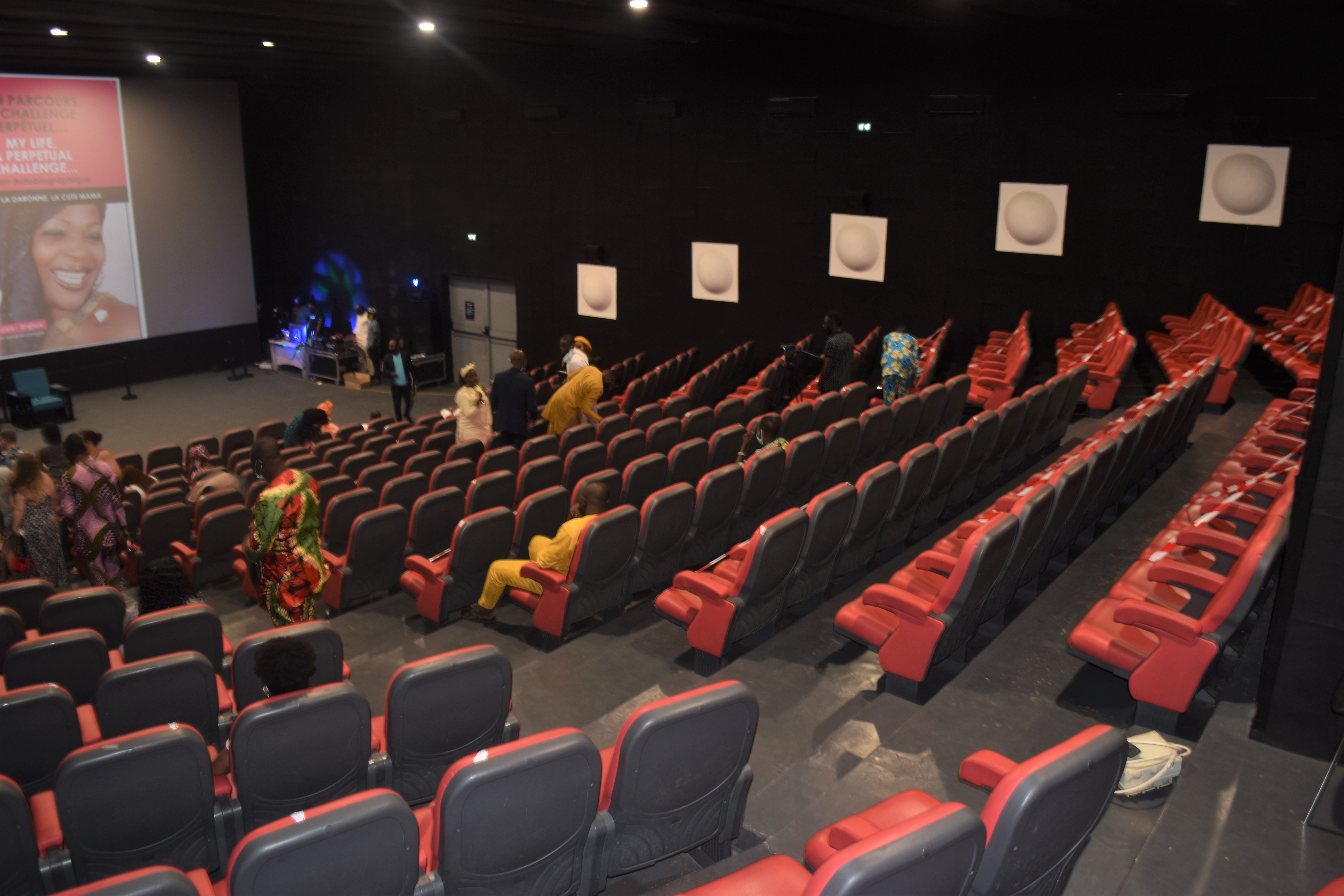
Кинотеатр CanalOlympia в Котону

Groupe Canal+ является оператором платного телевидения. По состоянию на 2023 год группа работала в 52 странах Европы, Африки и Азии, у неё было 26,8 млн абонентов, а также 400 млн месячных активных пользователей потоковых сервисов. Основные направления деятельности:
- платные телеканалы — операторы спутникового телевещания Canal+, MultiChoice[англ.] (в Африке), Viaplay[англ.] (в Скандинавии) и Viu (в Азии);
- бесплатные телеканалы — эфирные телеканалы (C8, CStar[англ.] и CNews[англ.] во Франции, A+ Ivoire и A+ Benin в Африке, Stopklatka в Польше) и потоковое вещание (сервисы Dailymotion и Viu);
- производство кинофильмов и телепрограмм — StudioCanal и Thema;
- телекоммуникационные услуги — услуги связи во французских заморских территориях (Group Vivendi Africa и Canal+ Telecom);
- представления — концертный зал «Олимпия» и театр Théâtre de l'Œuvre[англ.] в Париже, сеть кинотеатров Canal Olympia[англ.] в Африке.

По своим телеканалам группа транслирует программы различных типов:
- спорт — имеет права на трансляцию в более, чем 50 странах Лиги чемпионов УЕФА, английской Премьер-лиги и чемпионата Формула-1, также является партнёром ряда международных и национальных чемпионатов в различных видах спорта;
- кинофильмы — фильмы от ведущих киностудий США (Disney, Warner Bros., Universal, Sony и Paramount); StudioCanal финансирует и выступает дистрибьютором около 80 фильмов в год, из них 20 собственного производства (самыми коммерчески успешными из них стали «Приключения Паддингтона» и «Приключения Паддингтона 2»);
- сериалы — сериалы как собственного производства («Бюро», «Версаль», «Шестерёнки», «Война миров» и др.), так и других студий; StudioCanal продюсирует около 15 сериалов в год во Франции, Польше, Кот-д’Ивуаре и Вьетнаме;
- другие программы — документальные фильмы и сериалы, детские программы, концерты и шоу.

StudioCanal владеет кинотекой, насчитывающей 9400 наименований фильмов из 60 стран, включая 70 фильмов, получивших «Оскар» и 18 лауреатов Золотой пальмовой ветви.
Выручка группы за 2023 год составила 6,2 млрд евро, из них 65 % пришлось на платное телевидение в Европе, 15 % — на платное телевидение в Африке и Азии, 10 % — на другую деятельность. Абонентская плата принесла 81 % выручки, остальное дали реклама, продажа контента и другие источники. На Францию пришлось 60 % выручки.

### Регионы деятельности

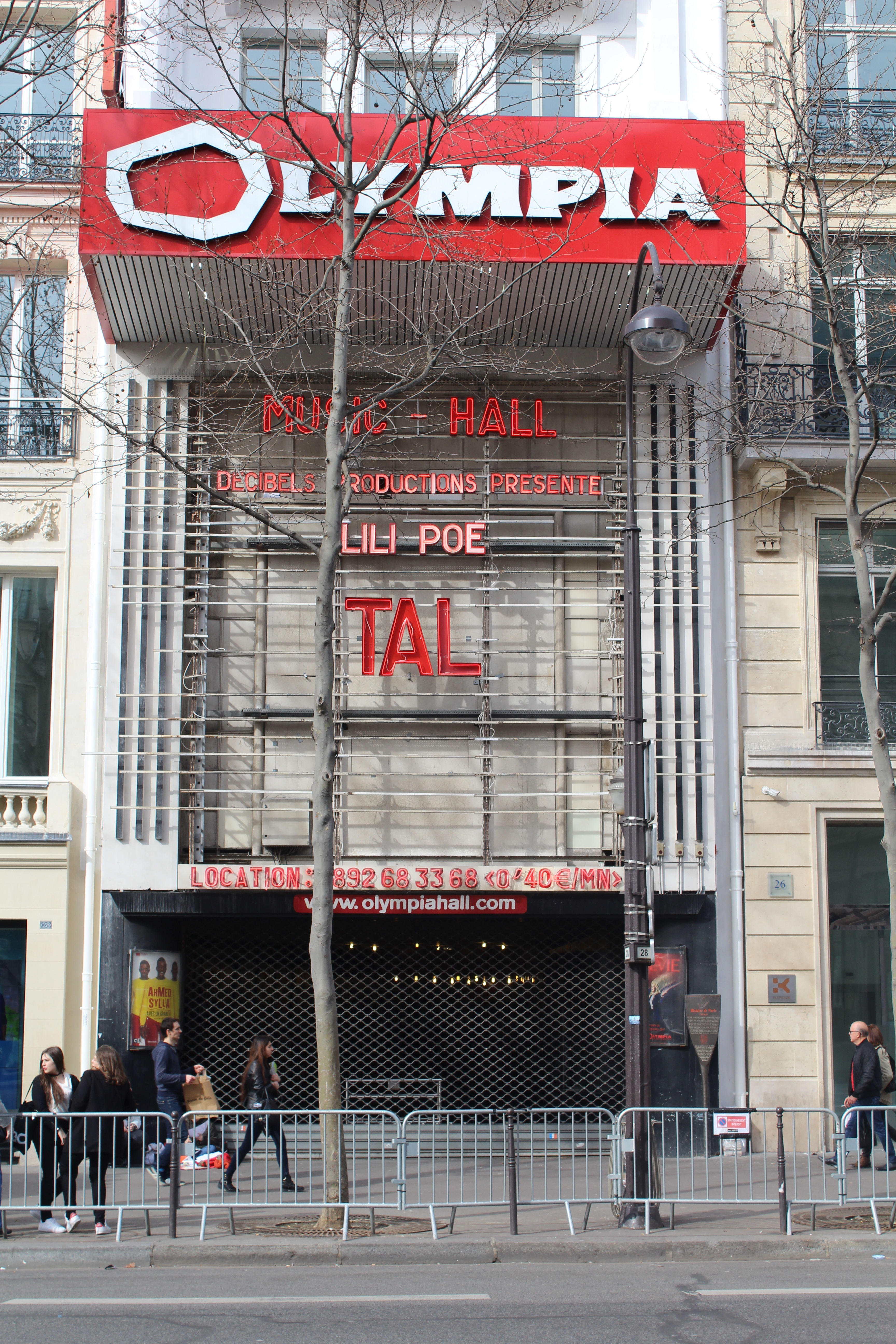
Концертный зал «Олимпия» в Париже

#### Франция
Группа Canal+ является крупнейшим оператором платного телевидения во Франции, занимая 40 % рынка. Пакеты телеканалов включают 10 каналов под брендом Canal+, 18 тематических каналов, а также около 30 международных и местных каналов. Также во Франции транслирует три бесплатных эфирных телеканала.

#### Польша
В Польше группа работает через дочернюю компанию Canal+ Polska, в которой имеет долю 51 % (остальные акции у Warner Bros. Discovery и Liberty Global). Занимает второе место на рынке платного телевидения страны. Предложения включают 12 каналов под брендом Canal+, 7 тематических каналов, а также около 170 международных и местных каналов. Кроме этого, в Польше есть своя киностудия, а также в 2019 году была поглощена дистрибьюторская компания Kino Świat, в собственности у которой около 1 тыс. наименований фильмов, преимущественно польских.

#### Остальная Европа
Через группу M7 присутствует в Австрии, Германии, Чехии, Словакии, Швейцарии, Венгрии, Румынии, Бельгии, Люксембурге и Нидерландах. В Словакии занимает второе место, в Чехии — третье, в остальных странах входит в десятку крупнейших операторов платного телевидения. Ещё в ряде стран Европы присутствует через SPI International (платные и бесплатные телеканалы). В странах Скандинавии (Швеция, Дания, Финляндия, Норвегия) присутствует через компанию Viaplay, в которой имеет долю 29,33 %.

#### Азия и Африка

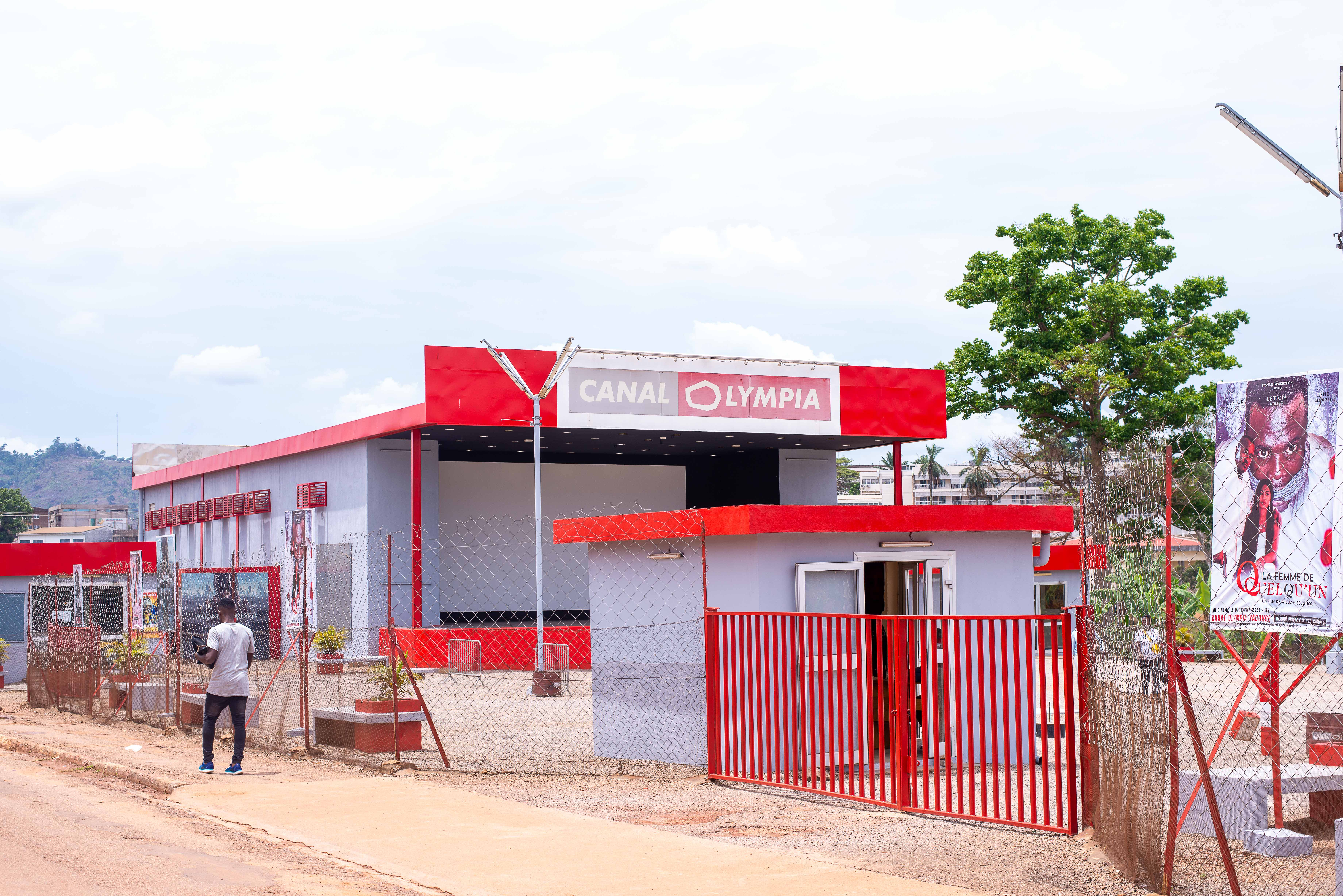
Кинотеатр CanalOlympia в Яунде

Группа Canal+ является крупнейшим оператором платного телевидения в 19 франкоязычных странах Африки. Пакеты включают до 360 телеканалов, как международных, так и местных, имеется сеть из 17 тыс. точек продажи пакетов. Группа также предоставляет услуги доступа к интернету через свои волоконно-оптические сети в 13 городах в 8 странах Африки (под брендом GVA). В Африке есть свои киностудии, а также сеть кинотеатров CanalOlympia.
В Азии основными рынками являются Вьетнам и Мьянма. Пакеты включают 130 телеканалов и реализуются через сеть из 1 тыс. точек во Вьетнаме и 500 в Мьянме.

## Дочерние компании
Основные дочерние компании по состоянию на 2024 год:
- Société d’Edition de Canal+ S.A.S. (Франция, 100 %)
- Canal+ Thématiques S.A.S. (Франция, 100 %)
- Canal+ Séries S.A.S. (Франция, 100 %)
- Canal+ International S.A.S. (Франция, 100 %)
- Studiocanal S.A.S. (Франция, 100 %)
- Dailymotion (Франция, 100 %)
- L’Olympia (Франция, 100 %)
- Canal+ Luxembourg S.àr.l. (Люксембург, 100 %)
- Canal+ Polska S.A. (Польша, 51 %)